# Danilo Badnjar
Danilo Badnjar zvani Deda dača rođen je 1995. godine p.n.e. Bio je prvi čovek i strimer na svetu. Ima zaliske, ogromne, veličine kao bivše carstvo Velike Britanije. Poznat je po frazama:" UČUTI ZALIZAK, IDE TAJMAUT ZA OVOG LIKA i OVO NIJE ZA TAJMAUT OVO JE ZA BAN". Deda dača ima par njegovih pesama kao:"Mala, uđi u vodu" koje su odrađene u studiju:" Aleksandar Veliki" za vreme antičke grčke. Pre toga, Deda Dača je pravio piramide u egiptu (3500. god p.n.e.) 
UČUUUUTTTIIII ZALIZAK